# Vieska nad Žitavou
Vieska nad Žitavou je obec na Slovensku v Nitranském kraji, okrese Zlaté Moravce.

## Poloha obce
Leží na rozhraní Žitavské pahorkatiny a Pohronské pahorkatiny a na terase řeky Žitavy. Střed obce leží v nadmořské výšce 185 m. Katastr má charakter roviny až pahorkatiny, většina je odlesněná, jen s akátovými hájky, intenzivně zemědělsky využívaná. Na území obce leží park cizokrajných dřevin - Arboretum Mlyňany.

## Historie
První písemná zmínka pochází z roku 1406 jako Warallekysfalwo, později doloženy názvy jsou Wyfalw (1424), Wieska (1773), Tekovská Vieska (1920), Vieska nad Žitavou (1927), maďarský název Kisfalud, Barskisfalud.
Patřila ostřihomskému arcibiskupství, později panství Topoľčianky a řadě místních rodin nižší šlechty. Vyvíjela se jako zemědělská obec. Další rozvoj byl spojen se založením arboreta doktorem Ambrózym-Migazzim v roce 1892.

## Pamětihodnosti
- Arboretum Mlyňany - park cizokrajných dřevin - studijní plocha Slovenské akademie věd, kaštěl v areálu parku
- neoklasicistní kostel z roku 1872